# Новий Завод (Житомирський район)
Но́вий За́вод — село в Україні, у Житомирському районі Житомирської області. Населення становить 579 осіб.

## Географія
На південному сході від села бере початок річка Лісна, права притока Кам'янки.
На південному сході від села бере початок річка Мала Бобрівка, права притока Бобрівки.

## Історія
Новий Завод, де проживає майже 600 чоловік, розташований серед лісу, на відстані 40 км від Житомира. Власник землі Кароль Шленкер в 1905 році виділив місце під будівництво костела та надав кошти.
В період загострення сталінських репресій проти українського народу в 30-і роки минулого століття органами НКВС безпідставно було заарештовано та позбавлено волі на різні терміни 82 мешканців села, з яких 40 осіб розстріляно. Нині всі жертви тоталітарного режиму реабілітовані і їхні імена відомі.

### Історія костелу
Роком пізніше відбулося посвячення костелу. А в 1911 Новий Завод став самостійною парафією. В 1935 радянською владою костел перетворено на місцевий клуб, а будинок, у якому проживав священик — на лікарню. Лише через декілька років було дозволено відправляти в костелі служби Божі, які відбувалися дуже рідко і з великими труднощами. В цей час сюди приїжджали отці з Житомира або Бердичева.
У жовтні 1935 року із села Новий Завод до Харківської області, на основі компроментуючих матеріалів НКВС, ешелоном було виселено 26 родин (130 осіб), з них 23 — польських і 3 — українські. Серед виселених 33 особи чоловічої статі, 40 жіночої, 57 дітей. Натомість на місце вибулих радянською владою переселялися колгоспники-ударники з Київської і Чернігівської областей.
Наприкінці війни парафіяльний будинок був пошкоджений і лише в 70-х роках місцева влада відремонтувала дане приміщення, створивши в ньому дитячий садок.
У 1990 році, з початком відновлення релігійного життя в країні, до Нового Заводу наїжджають отці-паллотини. В 1998 р. владою повернено парафіяльний будинок, у якому постійно починає проживати настоятель парафії. Зусиллями отців-паллотинів відремонтовані всі костельні приміщення.
Діяльність в парафії різноманітна, але безробіття на селі, алкоголізм, бездоглядність дітей породжує певні проблеми в душпастирській праці. Тому отці-паллотини намагаються особливо допомогти дітям. При костелі організована їдальня та світлиця більш як для 30 обездолених дітей. Тут вони можуть пообідати, прослухати катехезу, погратися. На недільну службу приходить до 100 людей з Нового Заводу та навколишніх сіл. В ці села отці наїжджають раз на тиждень для проведення меси та сповіді прихожан.
Крім парафії в Новому Заводі, отці обслуговують також парафії в с. Зелена Діброва (Яблонному) — на відстані 60 км та Соколові — 50 км.
У Зеленій Діброві (Яблонному), де знаходиться невеличкий дерев'яний костел, проживає близько 200 чоловік, а на щонедільну службу приходить до 150 осіб, що є рідкістю в Україні. Люди в селі щирі, охоче допомагають та зорганізовані в церковному житті.
Колишній орган місцевого самоуправління — Новозаводська сільська рада.